# Elvina Kalieva
Elvina Kalieva (ur. 27 lipca 2003) – amerykańska tenisistka, finalistka juniorskiego US Open w grze podwójnej.

## Kariera tenisowa
W karierze zwyciężyła w dwóch singlowych i czterech deblowych turniejach rangi ITF. 26 czerwca 2023 roku zajmowała najwyższe miejsce w rankingu singlowym WTA Tour – 168. pozycję, natomiast 6 lutego 2023 osiągnęła najwyższą pozycję w rankingu deblowym – 194. miejsce.

## Wygrane turnieje rangi ITF
| turnieje z pulą nagród 100 000 $ |
| turnieje z pulą nagród 80 000 $  |
| turnieje z pulą nagród 60 000 $  |
| turnieje z pulą nagród 40 000 $  |
| turnieje z pulą nagród 25 000 $  |
| turnieje z pulą nagród 15 000 $  |
| turnieje z pulą nagród 10 000 $  |

### Gra pojedyncza
|    | Data       | Turniej | ($)    | Naw.   | Finalistka      | Wynik         |
| 1. | 28/05/2023 | Villach | 25 000 | ziemna | Julie Struplova | 4:6, 6:2, 6:1 |
| 2. | 18/06/2023 | Říčany  | 60 000 | ziemna | Misaki Doi      | 7:6(2), 6:0   |